# Alter Friedhof (Eschweiler über Feld)

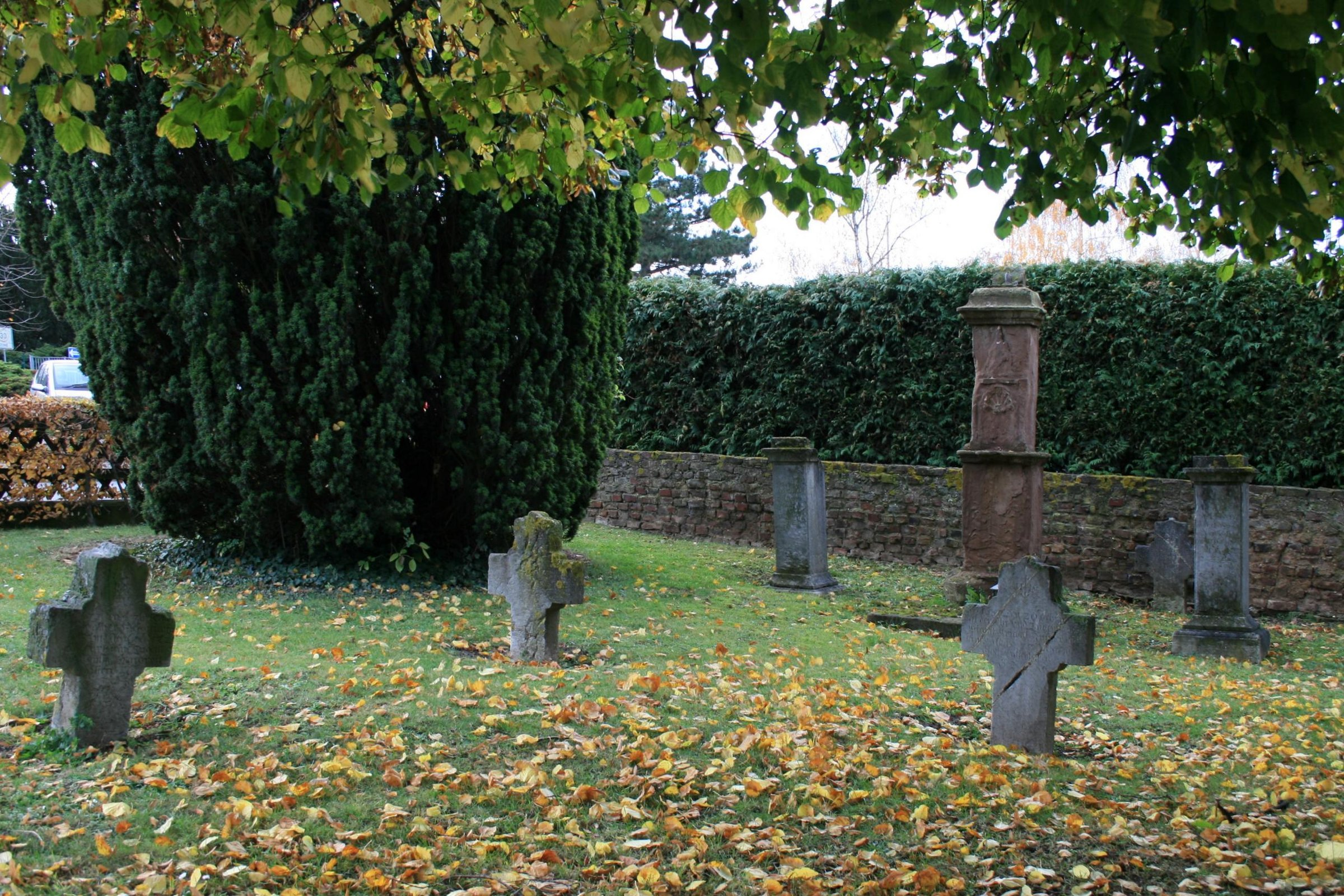
Teilansicht des Friedhofes

Der alte Friedhof Eschweiler über Feld befindet sich in Eschweiler über Feld, einem Ortsteil der Gemeinde Nörvenich im Kreis Düren, Nordrhein-Westfalen, gegenüber der Pfarrkirche St. Heribert.
Der Friedhof wurde im 17. und 18. Jahrhundert angelegt. Auf ihm stehen Grabkreuze aus Blaustein aus den beiden Jahrhunderten. Das Friedhofskreuz aus Buntsandstein stammt aus dem 18. Jahrhundert. Es besteht aus einem Pfeiler mit Nische mit muschelförmigem Abschluss und Relief des hl. Heribert. Das Kruzifix hat noch den originalen Korpus aus Buntsandstein.
Der Friedhof wurde am 11. März 1985 in die Denkmalliste der Gemeinde Nörvenich unter Nr. 17 eingetragen.